# Ion Baciu
Ion Baciu (ur. 12 maja 1944 w Tunari) – rumuński zapaśnik w stylu klasycznym.
Na Igrzyskach Olimpijskich w Meksyku w 1968 zdobył srebrny medal w wadze koguciej, W 1972 w Monachium zajął szóste miejsce. Do jego osiągnięć należy także tytuł mistrza świata (Bukareszt 1967). Ma w swoim dorobku również trzy medale mistrzostw Europy – srebrny (Berlin 1970) i dwa brązowe (Essen 1966 oraz Katowice 1972).